# Carlo M. Cipolla
Carlo Cipolla (Pavia, 15 agosto 1922 – Pavia, 5 settembre 2000) è stato uno storico italiano, specializzato in storia economica. Ha insegnato in Italia e negli Stati Uniti. Nelle pubblicazioni ha assunto il nome d'arte Carlo M. Cipolla che viene solitamente interpretato, in maniera erronea, come Maria.

## Biografia
Cipolla fin da giovane aveva sempre desiderato insegnare storia e filosofia in un liceo; si iscrive dunque alla facoltà di Scienze politiche dell'Università di Pavia dove, grazie al professor Franco Borlandi, esperto di storia economica medievale, scopre la propria passione per la storia dell'economia. Dopo la maturità studia alla Sorbona di Parigi e alla London School of Economics.
Cipolla ottiene la sua prima cattedra di storia dell'economia a soli 27 anni (1949) a Catania. Sarà soltanto la prima tappa di una lunga carriera universitaria in Italia (Venezia, Torino, Pavia, Scuola Normale Superiore di Pisa e Fiesole) e all'estero. Nel 1953 Cipolla si reca negli Stati Uniti come Fulbright fellow, e nel 1957 sarà visiting professor all'Università di Berkeley in California, prima di essere nominato full professor due anni più tardi. Proprio negli Stati Uniti aggiunge una M come iniziale di un secondo nome, che però all'anagrafe non ha, ma che conserva per le sue pubblicazioni, anche per distinguersi da studiosi omonimi, come lo storico Carlo Cipolla (1854-1916). Fece parte del Comitato scientifico della Fondazione Luigi Einaudi di Torino.
L'Università di Pavia gli ha conferito una laurea honoris causa nel giugno 1992 e gli ha intitolato il Dipartimento di Scienze Storiche e Geografiche, il quale lo ricorda ogni anno con una conferenza di argomento storico nella settecentesca Aula Foscoliana. La stessa Università nel 2001 ha acquisito gran parte della sua biblioteca personale che raccoglie opere sulla storia economica e, in particolare, sulla storia della moneta, ora conservata come Fondo Carlo M. Cipolla presso la Biblioteca di Studi Umanistici Francesco Petrarca.

## Pensiero
Quando Cipolla inizia ad affrontarne lo studio, la storia economica, in Italia, è soprattutto descrittiva, senza ambizioni di analiticità. Egli comprende che dietro alle fluttuazioni delle valute e ai cambiamenti economici si nascondono gli uomini, guidati dalle loro mentalità altrettanto fluttuanti, ma anche che, senza questi strumenti della teoria economica, gli eventi del passato sono spesso muti e inespressivi.
La storia economica lo portò ad approfondire la storia delle popolazioni: in The Economic History of World Population (1962, ed. it. Uomini, tecniche, economie Feltrinelli, Milano, 1978), racconta la costruzione della civiltà moderna partendo dal rapporto tra il numero degli uomini e le disponibilità di energia, che gli valse una fama internazionale. Scritta in inglese, l'opera è stata tradotta in portoghese, spagnolo, francese, polacco, danese e olandese, prima di essere pubblicata in lingua italiana.
Successivamente, analizzò l'impatto della tecnologia sulla storia economica, ma soprattutto sulla storia delle mentalità con Vele e cannoni (ed. it. Il Mulino, Bologna, 2003, ed. or. ingl. 1965) e Le macchine del tempo. L'orologio e la società (1300-1700) (ed. it. Il Mulino, Bologna, 2003, ed. or. ingl. 1978). La sua formula consiste in una tesi semplice, che espone in termini chiari, lontano da ogni "spiegazione totale": essa costituì la base per quella storiografia che indaga il confronto tra la cultura occidentale e il mondo coloniale.
Cipolla è stato anche tra i primi a cercare i legami tra l'alfabetizzazione e lo sviluppo economico in Istruzione e sviluppo. Il declino dell'analfabetismo nel mondo occidentale (ed. it. Il Mulino, Bologna, 2002; ed. or. ingl. 1969). Si sottolinea il ruolo del protestantesimo, ma anche la necessità di alfabetizzazione per gli artigiani (motori del progresso scientifico), piuttosto che dei "colletti bianchi" improduttivi.
L'Italia tra il 1200 e il 1500, in cui l'eccellenza commerciale - finanziaria e la supremazia industriale hanno un riflesso nel campo dell'arte, della scienza e della tecnologia, che a loro volta hanno portato a ulteriori incrementi di produttività e di ricchezza, è la pietra angolare della sua opera, sintetizzata in Storia economica dell'Europa pre-industriale (Il Mulino, Bologna, 2002, ed. or. ingl.1974). Essa inquadra l'ascesa, apogeo e il declino dell'Italia del Rinascimento nel contesto europeo e mediterraneo, per spiegare la supremazia europea dei secoli XVIII e XIX.
Cipolla è stato uno dei primi a studiare le epidemie e le loro conseguenze socio-economiche (al di là della sanità pubblica), partendo in particolare da documenti della magistratura fiorentina su istanze di sanità: in Cristofano e la peste (1976), I pidocchi e il Granduca (1979), Contro un nemico invisibile. Epidemie e strutture sanitarie nell'Italia del Rinascimento (1986), Miasmi ed umori (1989), Il burocrate e il marinaio. La Sanità toscana e le tribolazioni degli Inglesi, nel XVII secolo (1992) tutti editi in Italia per Il Mulino. Inoltre ha esteso la storia della medicina alla storia sociale nel suo complesso, cosa che gli ha valso diversi titoli di dottore honoris causa in medicina.
Egli descrive la sua metodologia di storia economica in Introduzione allo studio della storia economica (Il Mulino, Bologna, 2002, ed. or. 1988), in cui ricorda la varietà delle fonti e la necessità di "parlare con i numeri" attraverso il proprio background accademico. Questo stile narrativo e il tono quasi colloquiale gli permettono di tradurre in discorsi persuasivi i problemi tecnici e statistici. Uno stile in cui spesso affiora un umorismo sottile, al quale Cipolla deve il suo successo presso il grande pubblico, considerandolo come un dovere "sociale", che fiorisce in Allegro ma non troppo, con le cinque leggi fondamentali della stupidità umana, caso eccezionale di best seller scritto da uno storico.
Nel suo lavoro, The Economist ha rilevato il tratto di uno storico di scuola francese, con l'attenzione costantemente rivolta al particolare, ironico e lucido. Cipolla sa intrecciare la storia "grande" (macro-storia) a quella dei singoli (micro-storie) per spiegare gli aspetti tecnologici, sociali e culturali, ponendosi quindi sulla linea dello storico francese Fernand Braudel, che appunto considerava Cipolla uno dei suoi migliori allievi.
Nella sua lunga carriera collaborò anche con quotidiani italiani di primo piano, come Il Sole 24 Ore, Corriere della Sera, La Stampa e La Nazione.

### Le leggi fondamentali della stupidità umana

Grafico della distribuzione comportamentale secondo Allegro ma non troppo. I due assi cartesiani rappresentano il guadagno portato dalle azioni delle diverse persone, che può essere positivo, nullo o negativo per la persona stessa o per le persone che la circondano.

Cipolla si divertì ad "approfondire" il tema della stupidità umana formulando la famosa teoria della stupidità, enunciata nel suo libello intitolato The Basic Laws of Human Stupidity (stampato per la prima volta nel 1976 come regalo di Natale per gli amici) poi pubblicato in italiano nel 1988 come Allegro ma non troppo (Il Mulino, 1988, ISBN 8815019804) e tradotto in almeno 13 lingue. Questo volume riunisce, insieme al saggio sulla teoria della stupidità, un altro breve trattato umoristico dal titolo "Il ruolo delle spezie (e del pepe nero in particolare) nello sviluppo economico del Medioevo" stampato dalla stessa casa editrice nel 1973, sempre in inglese e sempre come regalo natalizio. La prima vera edizione inglese arriva soltanto nel 2011.

## Il fondo librario

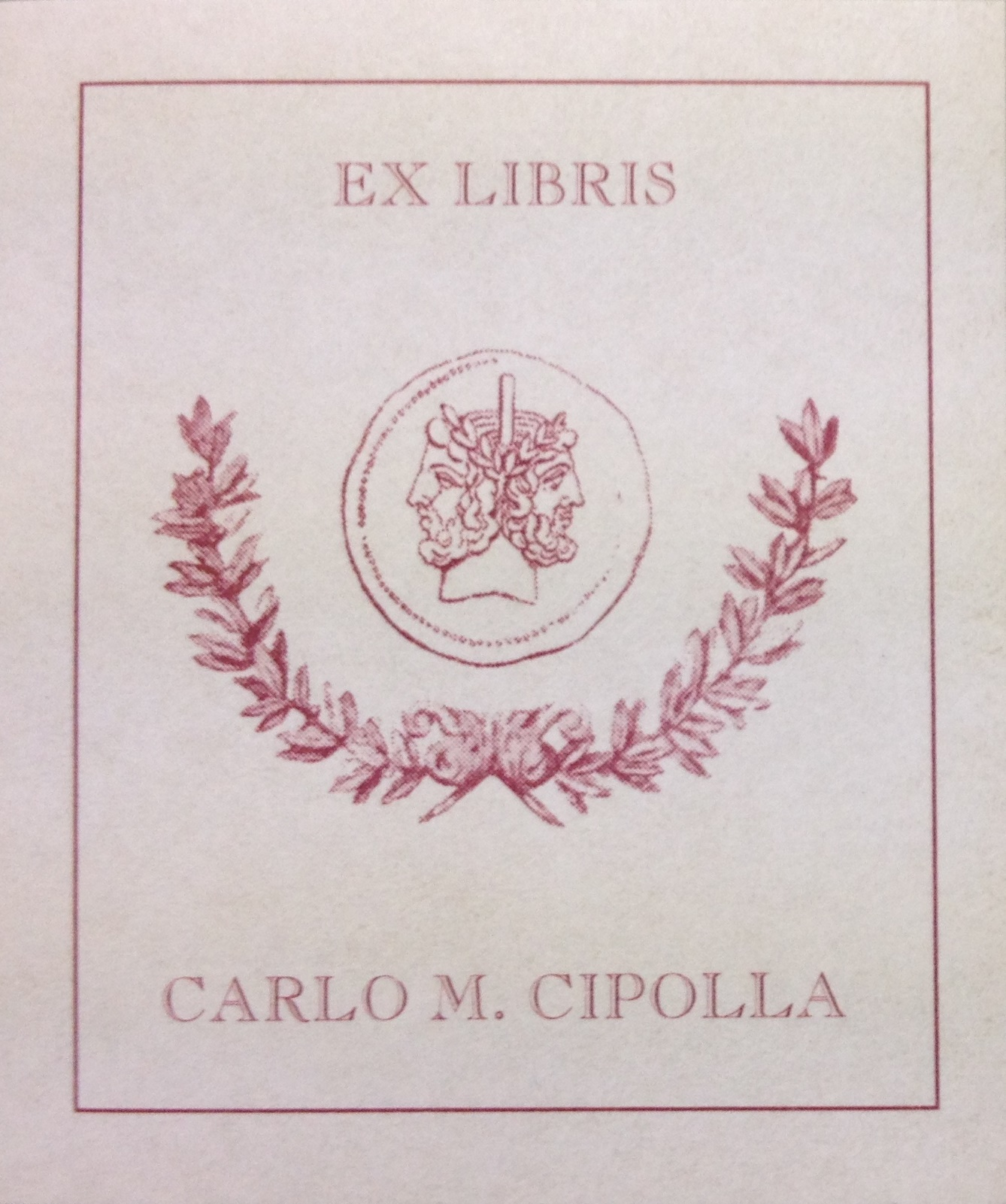
Ex libris di Cipolla

Nel 2001 gli eredi di Cipolla hanno donato parte della biblioteca personale dello studioso all'allora Istituto di storia economica dell'Università di Pavia con il vincolo morale di mantenere i testi riguardanti la storia della moneta aggregati in un unico fondo. Il fondo è una collezione specialistica che annovera circa un migliaio di libri ed opuscoli con un piccolo ma significativo nucleo di testi antichi, alcuni dei quali rari. Volumi ed estratti, molti dei quali non ancora catalogati, sono per lo più identificati dall'ex libris con il nome del donatore. Esso non comprende esclusivamente opere di storia monetaria e finanziaria, demografia, storia sociale e del commercio, ma ampio risalto è dato anche ai testi di numismatica e sfragistica e su numerosi volumi ed estratti sono presenti dediche manoscritte degli autori quali gli storici Eliyahu Ashtor e Raymond de Roover, agli economisti Paolo Baffi e Marcello De Cecco, fino agli storici e numismatici Giulio Giannelli, Ottorino Murari e Philip Grierson.
Sempre nel 2001 un'altra parte della biblioteca di Cipolla (circa 450 volumi) è stata donata, in virtù dell'amicizia che lo aveva legato a Renzo Dionigi, alla facoltà di economia e commercio dell'Università dell'Insubria, dove è tuttora conservata e identificabile dal medesimo ex libris come Dono Cipolla.

## Onorificenze
Nel 1995 ha vinto il Premio Balzan per la storia economica con questa motivazione: "Carlo M. Cipolla è considerato dai suoi contemporanei come il caposcuola di storia economica che più ha saputo infondere in tale disciplina uno spirito innovatore. Grazie alla sua curiosità intellettuale, dominata da rigore di pensiero e di metodo, e in virtù di una ricerca meticolosa delle fonti, ha combinato l'approccio macro-storico con studi di micro-storia in opere di grande originalità e solidità, che spaziano in campi economico-culturali molto estesi".

## Opere
Carlo Cipolla è stato autore di diversi libri sulla storia economica e non solo, sia in italiano sia in inglese, tra cui:
- Le leggi fondamentali della stupidità umana, Bologna, Il Mulino, 2015, ISBN 8815260323.
- La storia economica, Il Mulino, Bologna, 2005, ISBN 8815106790 (edizione ridotta di Tra due culture, Bologna 1988)
- Chi ruppe i rastrelli a Monte Lupo?, Il Mulino, Bologna, 2004, ISBN 8815086412.
- Introduzione alla storia economica, Il Mulino, Bologna, 2003, ISBN 8815095586 (per l'ed. or. si veda Tra due culture, Bologna 1988)
- Conquistadores, pirati, mercatanti. La saga dell'argento spagnuolo, Il Mulino, Bologna, 2003, ISBN 8815095896 (ed. or. 1996)
- Le macchine del tempo. L'orologio e la società (1300-1700), Il Mulino, Bologna, 2003, ISBN 8815095888 (ed. or. Clocks and culture, 1300-1700, Norton, New York, 1978) riedito in Tecnica, società e cultura
- Tre storie extra vaganti, Il Mulino, Bologna, 2003, ISBN 8815095853 (ed. or. 1994)
- Vele e cannoni, Il Mulino, Bologna, 2003, ISBN 8815095861 (ed. or. Guns and sails in the early phase of European expansion 1400-1700, London Collins Sons & Co. Ltd, 1965) riedito in Tecnica, società e cultura
- Storia economica dell'Europa pre-industriale, Il Mulino, Bologna, 2002, ISBN 8815086412 (ed. or. 1974)
- Istruzione e sviluppo. Il declino dell'analfabetismo nel mondo occidentale, Il Mulino, Bologna, 2002 (ed. or. Literacy and Development in the West, Harmondsworth, Penguin Books, 1969)
- Le avventure della lira, Il Mulino, Bologna, 2001, ISBN 8815084983 (ed. or. 1975)
- Il linguaggio degli occhi. Racconto storico, Libri Scheiwiller, 1997
- Il burocrate e il marinaio. La sanità toscana e le tribolazioni degli inglesi a Livorno nel XVII secolo, Il Mulino, Bologna, 1992
- Il governo della moneta a Firenze e a Milano nei secoli XIV-XVI, il Mulino, Bologna, 1990
- Miasmi e umori, Il Mulino, Bologna, 1989, ISBN 8815098089
- Tecnica, società e cultura. Alle origini della supremazia tecnologica dell'Europa (XIV-XVII secolo), Il Mulino, Bologna, 1989
- Allegro ma non troppo, traduzione di Anna Parish, Bologna, Il Mulino, 1988, ISBN 88-15-01980-4. (ed. or. The Basic Laws of Human Stupidity, 1976)
- Le tre rivoluzioni e altri saggi di storia economica e sociale, Il Mulino, Bologna, 1988 (Le professioni nel lungo andare riedito dalla Scuola Normale Superiore nel 1992)
- Tra due culture. Introduzione alla storia economica, Il Mulino, Bologna, 1988
- Contro un nemico invisibile. Epidemie e strutture sanitarie nell'Italia del Rinascimento, Il Mulino, Bologna, 1986
- Uomini, tecniche, economie, Feltrinelli, Milano, 1966 (ed. or. The Economic History of World Population, 1962)
- Sans Mahomet, Charlemagne est inconcevable Estr. da: Annales: Économies Sociétés Civilisations, n. 1 (janvier-février 1962), A. Colin, Paris, 1962
- Moneta e civiltà mediterranea, Neri Pozza, Venezia, 1957
- Verso il Far West: le esplorazioni dell'occidente nordamericano e la ricerca dei passaggi verso il Pacifico, Giappichelli, Torino, 1952
- Mouvements monetaires dans l'Etat de Milan: 1580 - 1700, A. Colin, Paris, 1952
- Studi di storia della moneta: i movimenti dei cambi in Italia dal secolo XIII al XV, Pubblicazioni della Università di Pavia, Pavia, 1948
- Agli inizi della rivoluzione industriale nell'economia ligure Estr. da: Genova: uomini e fortune, edito dalla Levante, Società di assicurazioni e riassicurazioni, Levante, Genova

Molte delle sue pubblicazioni sono state tradotte in diverse lingue.